# Gimnazjum w Mozyrzu
Gimnazjum w Mozyrzu – szkoła średnia z siedzibą w Mozyrzu założona w II połowie XVIII wieku i funkcjonująca do wybuchu I wojny światowej. 
Początki nowoczesnej oświaty w Mozyrzu sięgają lat 1723–1726, gdy jezuici otworzyli w mieście misję ze szkołą katolicką, która podlegała Akademii Wileńskiej. Po kasacie zakonu jezuitów w 1773 szkołę zsekularyzowano i zamieniono w gimnazjum, które działało również po włączeniu miasta w skład Rosji w 1793. 
Wśród absolwentów i uczniów mozyrskiej szkoły znajdują się m.in. lingwista i geograf Edward Piekarski oraz lekarz Władysław Mazurkiewicz. 
W XIX wieku szkoła zajmowała budynek przy ul. Pokrowskiej (obecnie: Sowiecka), gdzie aktualnie mieści się szkoła leśno-sanatoryjna. 